# Élection présidentielle dominicaine de 2020
L'élection présidentielle dominicaine de 2020 a lieu le 5 juillet afin d'élire le président et le vice-président de la République dominicaine. Des élections législatives et sénatoriales ont lieu en même temps que le premier tour.
Le scrutin aboutit à une alternance au profit du candidat d'opposition Luis Abinader et de sa colistière pour la vice-présidence Raquel Peña, qui l’emportent dès le premier tour avec un peu plus de 52 % des voix.

## Contexte
Le président sortant Danilo Medina n'est pas candidat à sa réélection, la constitution limitant à deux le nombre de mandats présidentiels. Sa formation, le Parti de la libération dominicaine, choisit Gonzalo Castillo pour candidat à sa succession.
Le scrutin a lieu peu après les évènements liés aux élections municipales. Celles-ci, initialement prévues le 16 février, sont reportées en catastrophe le jour même du fait d'une faille électronique ayant affecté le système de bornes électroniques, effaçant une grande partie des listes de candidats de plus de la moitié des bureaux de vote. L'évènement provoque une vive polémique dans le pays, ainsi que des heurts entre manifestants et forces de l'ordre ayant causé au moins deux morts, mais également à l'étranger, comme dans le quartier de Washington Heights à New York, épicentre de la diaspora dominicaine aux États-Unis.
Initialement prévues pour le 17 mai 2020 avec un éventuel second tour le 28 juin suivant, l'ensemble des élections présidentielle et parlementaires sont reportées au 5 juillet à peine un mois avant leur tenue en raison de la pandémie de Covid-19 qui touche alors le pays,. 
Des représentants de l'Organisation des États américains (OEA) viennent observer le déroulement de l'élection à partir du 9 février,.

## Mode de scrutin
Le président de la République dominicaine et son vice-président sont élus au scrutin majoritaire à deux tours pour un mandat de 4 ans, renouvelable une seule fois, au sein d'une candidature commune. Si aucun candidat n'obtient la majorité absolue des suffrages exprimés au premier tour, un second est organisé entre les deux candidats arrivés en tête, et celui recueillant le plus de suffrages est déclaré élu.
Les candidats à la présidence et leurs colistiers doivent être âgés d'au moins 30 ans, posséder la citoyenneté dominicaine depuis la naissance, être en pleine possession de leurs droits civiques, et ne pas avoir exercé d'activité militaire ou policière dans les 3 ans précédant l'élection.

## Résultats
|                          | Luis Abinader Raquel Peña                      | PRM                      | 2 154 828 | 52,52 |  |  |
|                          | Gonzalo Castillo Margarita Cedeño de Fernández | PLD                      | 1 536 989 | 37,46 |  |  |
|                          | Leonel Fernández Sergia Elena de Séliman       | FP                       | 365 212   | 8,90  |  |  |
|                          | Guillermo Moreno García Agustín González Morel | ALPAÍS                   | 39 457    | 0,96  |  |  |
|                          | Ismael Reyes Cruz Frank Gene Troncoso Haché    | PDI                      | 3 481     | 0,08  |  |  |
|                          | Juan Cohen Hugo McFarlane Kaluche              | PNVC                     | 3 246     | 0,08  |  |  |
|                          |                                                |                          |           |       |  |  |
| Votes valides            | Votes valides                                  | Votes valides            | 4 103 213 | 98,56 |  |  |
| Votes blancs et nuls     | Votes blancs et nuls                           | Votes blancs et nuls     | 60 062    | 1,44  |  |  |
| Total                    | Total                                          | Total                    | 4 163 275 | 100   |  |  |
| Abstention               | Abstention                                     | Abstention               | 3 366 657 | 44,71 |  |  |
| Inscrits / participation | Inscrits / participation                       | Inscrits / participation | 7 529 932 | 55,29 |  |  |

## Analyse

Candidat arrivé en tête par district.

Le candidat d'opposition Luis Abinader est élu dès le premier tour, mettant fin à seize années de gouvernance du Parti de la libération dominicaine, dont le candidat Gonzalo Castillo n'obtient qu'un peu plus d'un tiers des suffrages. Celui ci reconnait sa défaite dès le lendemain, tandis que le président sortant adresse ses félicitations à Abinader.  La campagne du candidat du Parti révolutionnaire moderne avait notamment été marquée par l'annonce le 11 juin de sa contamination par le coronavirus SARS-CoV-2, dont il s'était remis avant le scrutin. La pandémie affecte alors durement le pays, dont l'économie est fortement dépendant du tourisme, bien que le nombre de cas en lui-même soit relativement faible, avec 36 184 malades et 786 décès.